# Francis Mbappe
Francis Mbappe (* 17. März 1962) ist ein kamerunischer Fusionmusiker (Bass, Komposition) und Musikproduzent.

## Leben und Wirken
Mbappe, der in Douala aufwuchs und dort zunächst das Schlagzeugspielen erlernte, baute dann seine erste Gitarre, erprobte seine Fähigkeiten am Klavier und entdeckte schließlich die Bassgitarre. Dann zog er nach Paris, wo er im Alter von neunzehn Jahren Bassist und musikalischer Leiter der Band von Manu Dibango wurde, mit der er von 1982 bis 1990 ausgiebig tourte. Er ist auf Dibangos Alben Surtension, Abele Dance, Baobab Sunset und Waka Africa zu hören; am letztgenannten Album waren auch Peter Gabriel, Youssou N’Dour, Salif Keïta und King Sunny Adé beteiligt.
Nach seiner Ankunft in New York City 1997 gründete Mbappe die Band FM Tribe, mit der das Album Need Somebody (2000) erschien, das von Afropop als „Bestes Pop-Album der Diaspora“ ausgezeichnet wurde. Er arbeitete weiterhin mit Musikern wie Herbie Hancock, Fela Kuti, Ashanti Tokoto, Francois Louga und Ernesto Djedje. Unter eigenem Namen erschienen die Alben Celebration (2005) und Peace Is Freedom (2010).
Mbappe war Co-Produzent und Arrangeur des Albums Play It Loud! von Guido Vitale; 2008 produzierte er die Single „Repentence“ von Les Têtes Brûlées. 2014 wurde festgestellt, dass er an einer chronischen Cholangitis litt; 2016 wurde ihm erfolgreich eine Leber  transplantiert.